# Jean-François Battail
Jean-François Battail, född 8 februari 1939, är en fransk språkvetare och professor i skandinaviska språk och litteratur vid Université Paris-Sorbonne.

## Utmärkelser, ledamotskap och priser
- Utländsk ledamot  av Vetenskapsakademien (LVA, 1990)
- Utländsk ledamot av Vitterhetsakademien (LHA, 1986)
- Utländsk ledamot  av Vetenskapssocieteten i Lund (LVSL, 1993)[1]